# Nemanja Stevanović
Nemanja Stevanović (in serbo Немања Стевановић?; 8 maggio 1992) è un calciatore serbo, portiere del Partizan.

## Carriera

### Club
Gioca nella massima serie serba dal 2010; nella stagione 2014-2015 ha vinto la Coppa di Serbia.

### Nazionale
Nel 2015 ha preso parte agli Europei Under-21 come terzo portiere.

## Palmarès

### Club

#### Competizioni nazionali
- Coppa di Serbia: 1

Cukaricki Stankom: 2014-2015